# Плешаков, Владимир Михайлович
Владимир Михайлович Плешаков (2 ноября 1957, Сызрань, Куйбышевская область, РСФСР, СССР) — советский хоккеист (хоккей на траве), вратарь. Бронзовый призёр летних Олимпийских игр 1980 года.

## Биография
Владимир Плешаков родился 2 ноября 1957 года в городе Сызрань Куйбышевской области (сейчас Самарская область).
Уже в 1975 году вошёл в основной состав «Торпедо» из Сызрани в качестве вратаря. В 1977 году был призван на действительную воинскую службу и зачислен в команду Уральского военного округа СКА (Свердловск), в составе которого дважды завоёвывал серебро чемпионата СССР (1977—1978). В 1977—1978 годах входил в список 22 лучших хоккеистов сезона.
Первую международную награду в составе сборной СССР завоевал в 1977 году, стал бронзовым призёром Межконтинентального кубка.
В 1980 году вошёл в состав сборной СССР по хоккею на траве на летних Олимпийских играх в Москве и завоевал бронзовую медаль. Играл на позиции вратаря, провёл 5 матчей, пропустил 10 мячей (четыре от сборной Индии, по два — от Испании, Кубы и Польши).
В 1983 году в составе сборной СССР стал серебряным призёром чемпионата Европы в Амстелвене. В 1984 году завоевал золотую медаль хоккейного турнира соревнований «Дружба-84».
В 1988 году вошёл в состав сборной СССР по хоккею на траве на летних Олимпийских играх в Сеуле, занявшей 7-е место. Играл на позиции вратаря, провёл 6 матчей, пропустил 11 мячей (шесть от сборной ФРГ, три — от Великобритании, по одному — от Южной Кореи и Аргентины).
В 1992 году вошёл в состав сборной Объединённой команды по хоккею на траве на летних Олимпийских играх в Барселоне, занявшей 11-е место. Играл на позиции вратаря, провёл 5 матчей, пропустил 19 мячей (шесть от сборной Пакистана, пять — от Нидерландов, четыре — от Малайзии, по два — от Новой Зеландии и Египта).
Игровую карьеру продолжал до 1994 года. По её окончании работал тренером в СКА (Свердловск). В 1998 году после расформирования клуба перешёл в администрацию мини-футбольного ВИЗа из Екатеринбурга.
Заслуженный мастер спорта СССР. Награждён орденом «Знак Почёта».

## Семья
Брат-близнец Владимира Плешакова Сергей Плешаков (1957—2018) также играл в хоккей на траве за сборную СССР, стал бронзовым призёром летних Олимпийских игр 1980 года, участвовал в Олимпиадах 1988 и 1992 годов.